# Décimo Valerio Asiático
Décimo Valerio Asiático  (m. 47) fue un político y militar romano que desempeñó el consulado en el año 35, bajo el gobierno del emperador Tiberio, y en el año 46, bajo el gobierno del emperador Claudio.

## Orígenes y familia
Asiático fue un novus homo originario de Vienna (actual Vienne) en la provincia de la Galia Narbonense, donde nació alrededor del año 5 a. C. Probablemente formó parte del entorno de Antonia la Menor, madre de Claudio, y de los Vitelios. Estuvo casado con Lolia Saturnina, sobrina de Lucio Volusio Saturnino, aunque otros autores opinan que fue su hijo homónimo, gobernador de Bélgica y cónsul designado para el año 69, el marido de Saturnina.

## Cursus honorum
Obtuvo el consulado como sufecto en el año 35  y como ordinario en 46.  Fue uno de los principales instigadores del asesinato de Calígula, quien le había ofendido durante un banquete, y estuvo entre los aspirantes al trono imperial. Formó parte del estado mayor de Claudio durante la campaña de Britania de este emperador. Abdicó de su segundo consulado a los dos meses y se retiró de la vida pública. Tras ser acusado de alta traición por Publio Suilio, se quitó la vida el año 47.
Fue uno de los hombres más ricos de su tiempo, como lo prueba la posesión de los horti Luculliani del monte Pincio, que Mesalina ambicionaba poseer.